# Gephyrolina paragonopora
Gephyrolina paragonopora är en plattmaskart som först beskrevs av Dennis Wayne Woodland 1923.  Gephyrolina paragonopora ingår i släktet Gephyrolina och familjen Schizochoeridae. Inga underarter finns listade i Catalogue of Life.